# شعار المجر
شعار المجر على صورة درع يحمل صليباً بطريركياً مزدوجًا بداخل تاج موجود على ثلاثة مرتفعات خضراء، وباقي الدرع يحمل خطوطًا بيضاء وحمراء، وفي الأعلى يوجد تاج المجر.